# 川北能美大橋
川北能美大橋（日语：／）是日本石川縣能美郡川北町的一座跨越手取川桥梁，承载石川県道25号金沢美川小松線，2023年3月5日通车。